# Ценност (философия)
Ценност или още стойност е термин, широко използван във философската и социологическата литература за обозначаване на човешкото, социално и културно значение на определени явления от действителността. Всички индивиди или култури, които не се намират в социална изолация и са с адекватни езикови умения имат определени подлежащи и определящи в същото време ценности, които имат значение за цялостната ценностна система.
По същество цялото многообразие от предмети на човешката дейност, обществените отношения и влизащите в този кръг природни явления могат да придобият качеството на „предмет на ценност“ или на обекти на ценностно отношение, тоест да бъдат оценявани в плана на добро или зло, истина или неистина, красота или безобразие, допустимо или забранено, справедливо или несправедливо и т.н. Способите и критериите, на основание на които се произвеждат самите процедури на оценяване на съответните явления са закрепени в общественото съзнание и култура като „субективни ценности“ (постановки и оценки, императиви и забрани, цели и проекти, изразени под формата на нормативни представи), които имат значението на ориентири за дейността на човека. „Предметни“ и „субективни“ ценности са нещо като двата полюса на ценностното отношение на човека към света.